# Moralillo, Puebla
Moralillo är en ort i Mexiko.   Den ligger i kommunen Tepexi de Rodríguez och delstaten Puebla, i den sydöstra delen av landet, 160 km sydost om huvudstaden Mexico City. Moralillo ligger 1 833 meter över havet och antalet invånare är 644.
Terrängen runt Moralillo är kuperad åt nordväst, men åt sydost är den platt. Runt Moralillo är det glesbefolkat, med 19 invånare per kvadratkilometer. Närmaste större samhälle är Tepexi de Rodríguez, 4,1 km nordost om Moralillo. Omgivningarna runt Moralillo är en mosaik av jordbruksmark och naturlig växtlighet.